# 日產天籟
日產Teana（Nissan Teana）是日產所推出的中型四門轎車，取代Cefiro主打世界外銷和代工市場的中產階級客層，於亞洲和歐美都有銷售。2003年起第一代J31上市，2008年推出二代J32，各地售價都落在3萬美金左右的中上收入市場。

## 第一代（J31）
一代天籁（J31)首先于2003年二月于日本作为日产楼兰的共生轿车推出。在日本市场，天籁替代了日产蓝鸟、日产风度与日产桂冠三条产品线。天籁J31在日本市场的宣传关键词为"Shift_interior"，主打以“Modern Living”作为设计思路的内饰。这套内饰营造出了舒适、现代家居风的内饰氛围。在全世界多数市场，天籁是日产车型线中最大，定位最高级的前驱轿车。
一代天籁提供2.0、2.3與3.5升前轮驱动与2.5升四轮驱动四种动力配置。在日本市场，230(J31)与250 Four(TNJ31)车型匹配E-ATx四速自动变速器，350(PJ31)车型匹配CVT-M6，拥有六速模拟档位模式的无级变速器，无手动变速器选项。

## 第二代（J32）

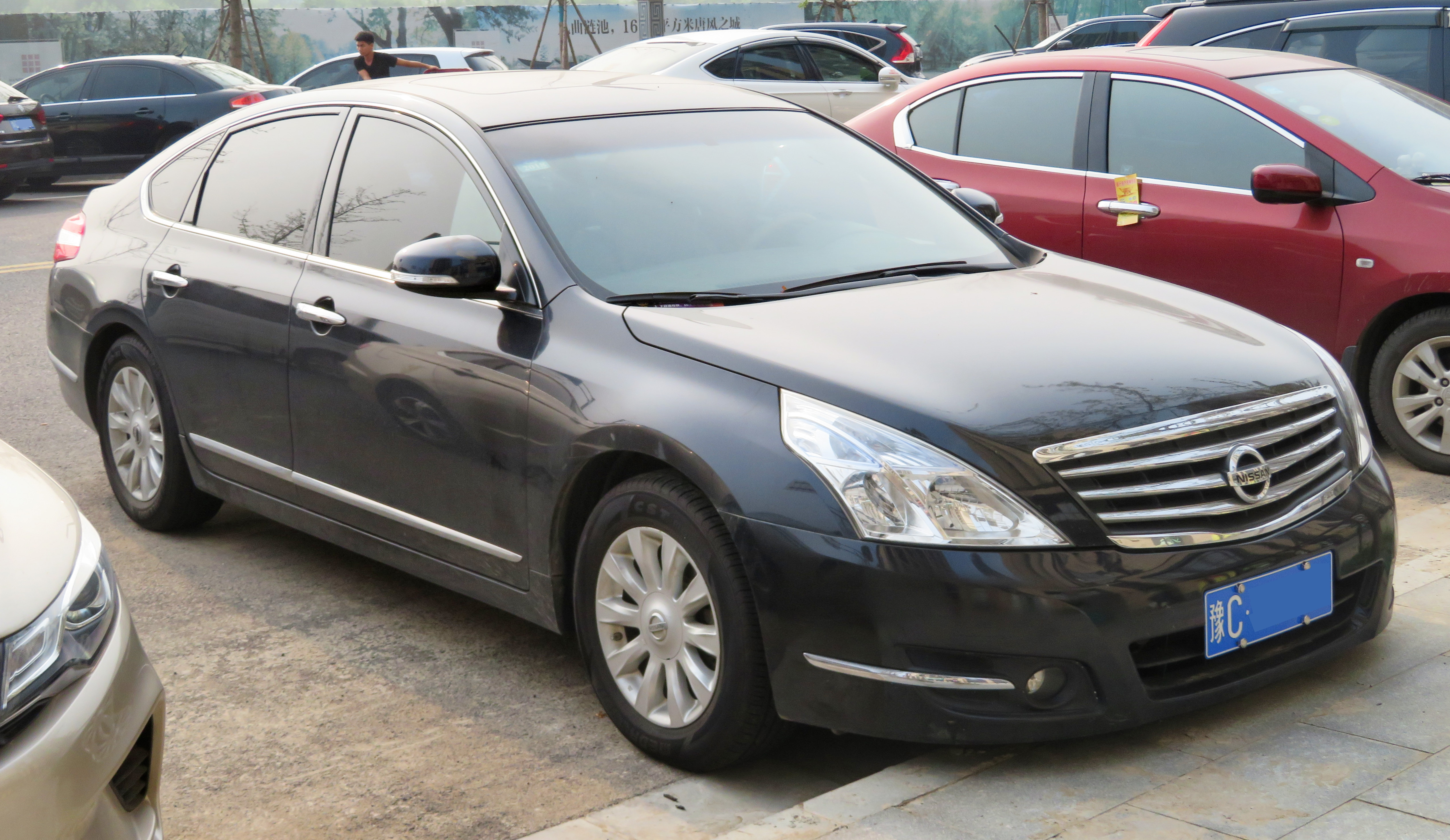
第二代

二代TEANA(J32)推出2.0、2.5、3.5升三種車款，2.0升車型搭載代號為MR20DE的直四引擎，最大馬力134hp/5600轉，最大扭力19.4kg-m/4400轉；2.5升與3.5升則搭載了代號各為VQ25DE與VQ35DE的V6引擎，最大馬力分別為180hp/6000轉與248hp/6000轉，最大扭力為23.2kg-m/4400轉與33.2kg-m/4400轉。二代TEANA全車系皆搭配3.5代XTRONIC CVT無段變速箱，2.5/3.5升的車型並附上六速手自排的模式。

## 第三代（L33）

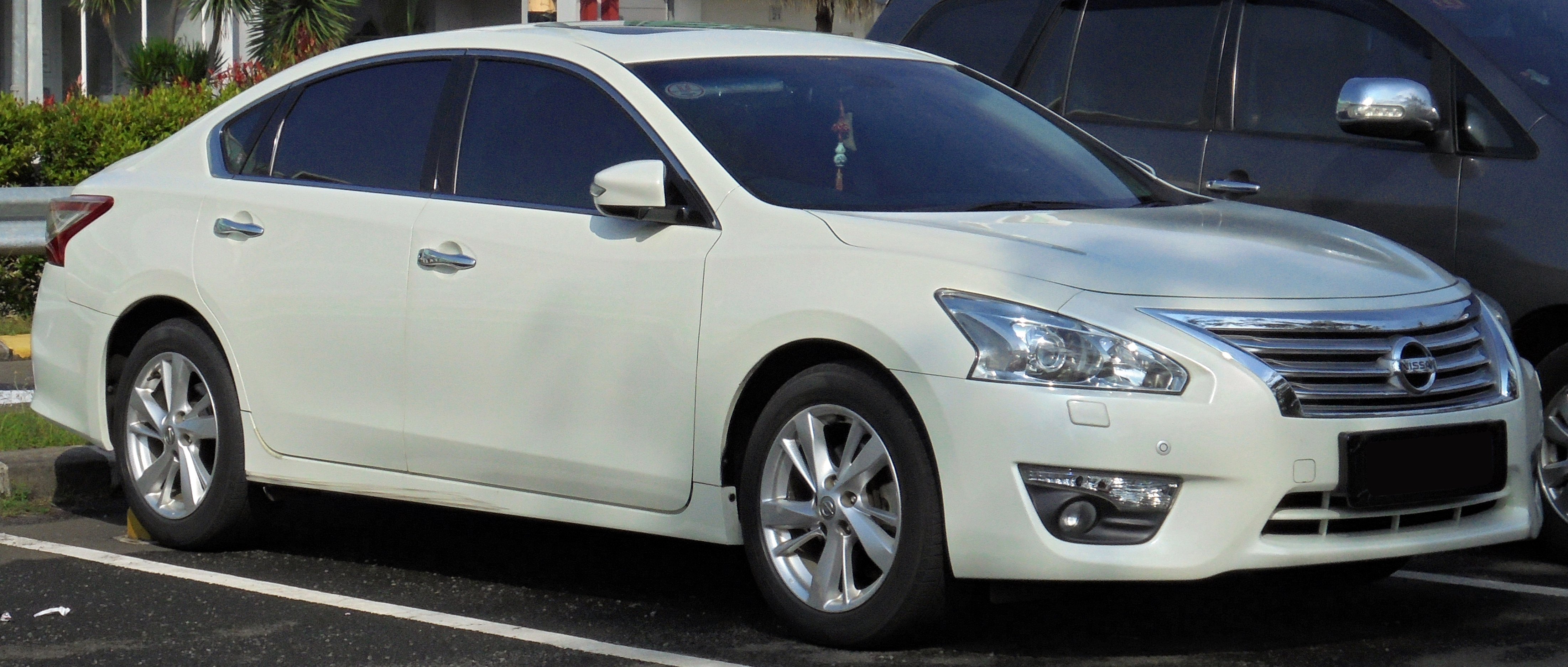
第三代

中国大陆的第三代TEANA(L33)以日产在美国推出的Altima为基础，同样搭载2.0、2.5、3.5升三種車款，其中2.5升由新型的QR25DE直列四缸发动机取代2.5L VQ25DE V6发动机，最大输出功率为184马力，峰值扭矩达到227N·m，最大功率和扭矩比第二代分别降低1马力和5N·m，2.0升車型搭載代號為MR20DE的直四引擎，最大馬力134hp/5600轉，最大扭力19.4kg-m/4400轉；3.5升則继续搭載了VQ35DE的V6引擎，最大馬力為248hp/6000轉，最大扭力為33.2kg-m/4400轉。三代TEANA全車系皆搭配3.5代XTRONIC CVT無段變速箱，2.5/3.5升的車型並附上六速手自排的模式。2018年由NISSAN ALTIMA代替NISSAN TEANA。

## 外部連結
- WEBカタログバックナンバー ティアナ（J31・2003年2月発売型） （页面存档备份，存于）
- WEBカタログバックナンバー ティアナ（J31・2005年12月改良型） （页面存档备份，存于）
- WEBカタログバックナンバー ティアナ（J32・2008年6月発売型） （页面存档备份，存于）
- WEBカタログバックナンバー ティアナ（J32・2012年6月改良型） （页面存档备份，存于）
- WEBカタログバックナンバー ティアナ（L33型） （页面存档备份，存于）
- ティアナ CM情報 （页面存档备份，存于）